# Home Delivery: Aapko... Ghar Tak
Home Delivery: Aapko... Ghar Tak (tytuł niemiecki: "Der Glücksguru") – bollywoodzka komedia z 2005 roku wyreżyserowana przez Sujoy Ghosha, autora Jhankaar Beats. W rolach głównych Vivek Oberoi, Ayesha Takia, Mahima Chaudhry i Boman Irani. Tematem tego filmu jest zagubienie i egoizm człowieka najpierw niewidzącego, jak zawodzi ludzi wokół siebie, a z czasem spragnionego szansy na zmianę siebie. W tle jego przygód trwają przygotowania do święta Diwali.

## Fabuła
Goa. Zbliża się święto Diwali. Wszyscy żyją przygotowaniami do niego. 28-letni Sunny Chopra (Vivek Oberoi) kpi sobie z tego święta podobnie jak zbywa żartami nadzieje Jenny (Ayesha Takia), dziewczyny z którą mieszka, na małżeństwo. Zadufany w sobie, na każdym kroku kłamiący, wykorzystujący ludzi lekkoduch uchodzi za wszystkowiedzącego guru. Doradza w sprawach duchowych. Na ustach ma wielkie słowa o znaczeniu rodziny, świętości małżeństwa, na wszystko ma odpowiedź, ale w życiu nie radzi sobie. Szukając kłamliwych usprawiedliwień wobec szefowej (Juhi Chawla) wciąż opuszcza pracę. Przeżywa niemoc twórczą nie mogąc napisać scenariusza obiecanego samemu Karan Joharowi. Pozwala sobie na głowę wchodzić nachodzącym go sąsiadom: łasuchowi Pandeyowi i pobożnemu Gunganani. Rozżalony jak dziecko nie może się dogadać z ojcem. Unika rodziny, świąt. Odrzuca tradycje. Gdy w jego życiu nagle pojawia się pokusa w postaci zainteresowania, jakie okazuje mu gwiazda filmowa Maya (Mahima Chaudhry), w której się podkochiwał jeszcze jako nastolatek, nie wie, co wybrać. "Lekkość" zdrady czy "ciężar" wierności Jenny. Gorąco modli się o znak od Boga, o to, aby mu pokazał jaka droga jest dla niego właściwa. Gdy otrzymuje ten znak, nie zauważa go. A jednak w jego życiu pojawia się "anioł" równie naiwny, jak on jest cyniczny, dziecięco szczery, pogodny Michael Burnett (Boman Irani), emeryt roznoszący pizzę. Spotkanie z nim rozpocznie przemianę duchową Saniego.

## MotywyBollywoodu
- Błogosławiąc Saniego jego dziewczyna modli się o to, aby Bóg go chronił. Naiwny Michael, nieudacznik w pracy, wciąż zakochany w swojej żonie modli się przed krzyżem kościoła. Rozdarty w sytuacji pokusy zdrady Sani modli się do Boga o to, aby mu pokazał, jak decyzja jest dla niego właściwa. Straciwszy pracę, zraziwszy do siebie dziewczynę, zawiódłszy Karan Johara, od którego zależy jego przyszłość scenarzysty, Sani modli się do Boga, aby dał mu szansę na naprawę błędów. I jego modlitwa okazuje się skuteczna. Motyw modlitwy jest też obecny w innych filmach m.in. w Chup Chup Ke, Coś się dzieje, Gdyby jutra nie było, English Babu Desi Mem, Guddu, Aitraaz, Waqt: The Race Against Time, Żona dla zuchwałych, Vaada, Chaahat, Honeymoon Travels Pvt. Ltd. i wielu innych.
- Tłem filmu są przygotowania do święta Diwali – święta lamp, symbolizujących zwycięstwo światła nad ciemnością, dobra nad złem, nawet chrześcijanka Jenny ze względu na hinduską rodzinę Saniego angażuje się w to. Ustawia światła na progu mieszkania ukochanego. Każdy każdemu życzy wciąż "happy Diwali!". Dzieci ćwiczą śpiew piosenki o "roshni" (świetle), którą chcą uczcić hinduistyczne święto światła. Święto Diwali przedstawiono też w innych bollywoodzkich filmach np. w English Babu Desi Mem, Waqt: The Race Against Time, Czasem słońce, czasem deszcz, Biwi No.1, czy Deszcz.

## Obsada
- Vivek Oberoi – Sunny Chopra
- Ayesha Takia – Jenny
- Mahima Chaudhry – Maya
- Boman Irani – Michael Burnett
- Saurabh Shukla – Pandey
- Tiku Talsania – Gungunani
- Arif Zakaria – psychopata
- Karan Johar – Karan Johar
- Juhi Chawla – Parvati Kakkar
- Sanjay Suri – Marriage man
- Abhishek Bachchan – klient w pizzerii
- Naseeruddin Shah – wujek Michaela
- Riteish Deshmukh – mężczyzna na przyjęciu
- Sunil Shetty – zapytany, która jest godzina

## Muzyka
Autorami muzyki jest duet Vishal-Shekhar
1. Home Delivery
2. Kaash
3. Happy Diwali
4. Chand Ki Roshni
5. Khushboo Churati
6. Cuckoo Cuckoo
7. Kaash – Instrumental
8. Maya
9. Khusboo – Instrumental

## Ciekawostki
- Karan Johar, reżyser Coś się dzieje, Czasem słońce, czasem deszcz i Nigdy nie mów żegnaj gra sam siebie także w filmie Salaam-e-Ishq: A Tribute To Love – także jako szansa na karierę w filmie.
- Sanjay Dutt i Boman Irani śpiewają w tym filmie. Sanjay Dutt śpiewał już w Kaante i Musafir.
- W filmie przez chwilę możemy zobaczyć Sunil Shetty jako przechodnia pytanego o godzinę i Abhishek Bachchana jako klienta pizzerii.